# RTL 2 (Kroatien)
RTL 2 ist ein privater Fernsehsender in Kroatien, der  zu 100 % der Central European Media Enterprises gehört.
Der Fernsehsender ging am 2. Januar 2011 auf Sendung, und damit nach RTL Televizija als zweiter Sender der RTL Group in Kroatien auf Sendung.
Er dient fast ausschließlich zur Übertragung von ausländischen Sendungen wie How I Met Your Mother, Grey’s Anatomy oder Miami Vice. Es werden aber auch ehemalige von RTL Televizija produzierte Sendungen wie etwa Zabranjena ljubav oder Krv nije voda gesendet. Außerdem wird die Formel 1 auf RTL 2 übertragen.
Zum 1. Juni 2022 verkaufte die RTL Group ihre kroatische Niederlassung mit den Programmen RTL Televizija, RTL 2 und RTL Kockica und weiteren Pay-TV-Sendern für 50 Millionen Euro an Central European Media Enterprises (CME). Zwischen RTL und CME wurde ein langfristiger Lizenzvertrag zur Nutzung der Marke RTL vereinbart.

## Empfang
RTL 2 kann folgendermaßen über Satellit empfangen werden:
- Über die Plattform Digi TV auf Intelsat 10-02: Codiert in Nagravision 3
- Oder auf dem Satelliten Atlantic Bird 3: Codiert in Viaccess 2.5 "